# Притиц
Притиц (њем. Prittitz) општина је у њемачкој савезној држави Саксонија-Анхалт. Једно је од 43 општинска средишта округа Бургенланд. Према процјени из 2010. у општини је живјело 995 становника. Посједује регионалну шифру (AGS) 15084400.

## Географски и демографски подаци
Притиц се налази у савезној држави Саксонија-Анхалт у округу Бургенланд. Општина се налази на надморској висини од 196 метара. Површина општине износи 11,3 km². У самом мјесту је, према процјени из 2010. године, живјело 995 становника. Просјечна густина становништва износи 88 становника/km².